# Mainlimes

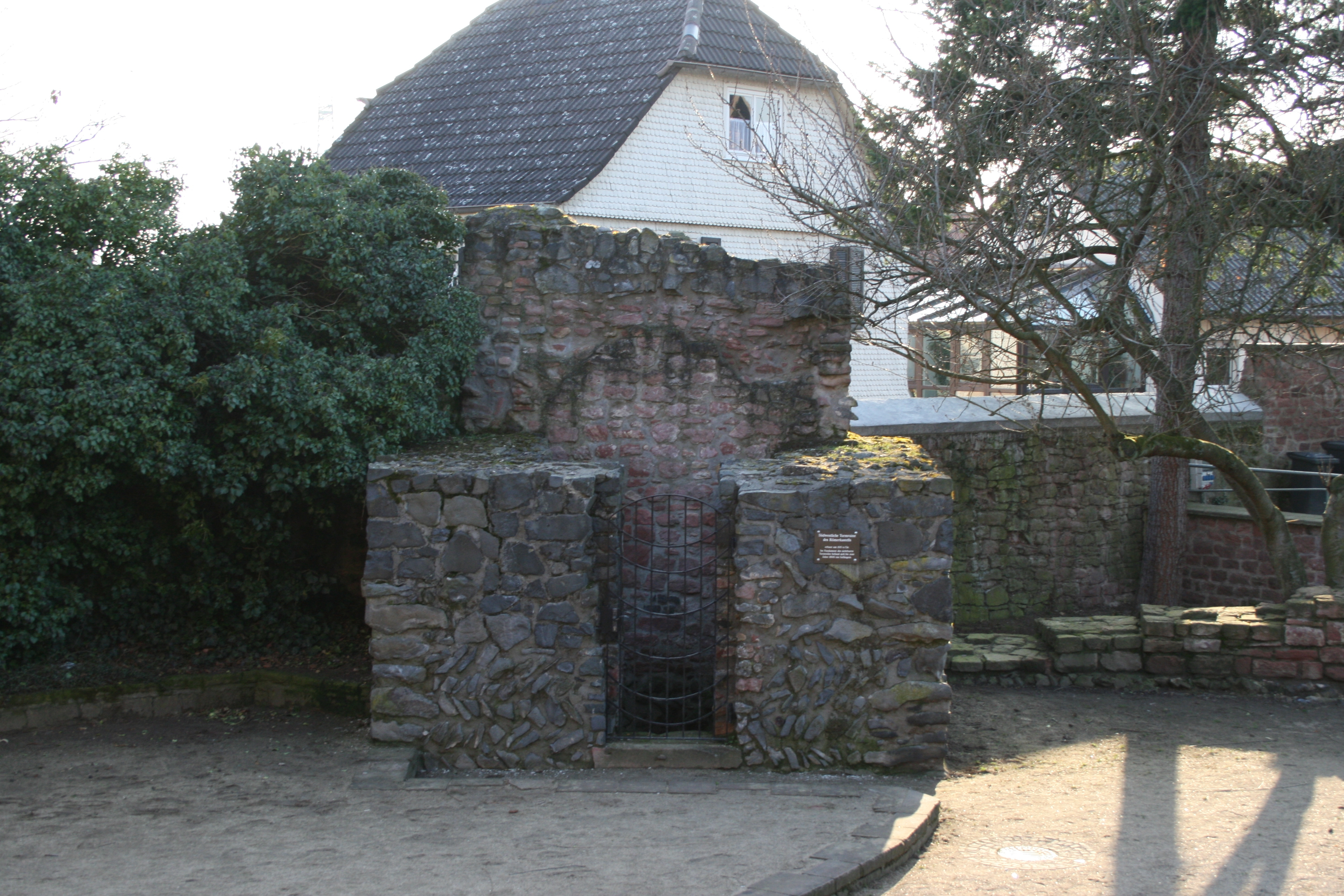
Der südwestliche Eckturm des Kastells Großkrotzenburg – da er bis in die Neuzeit weiterverwendet wurde, blieb er bis heute größtenteils erhalten

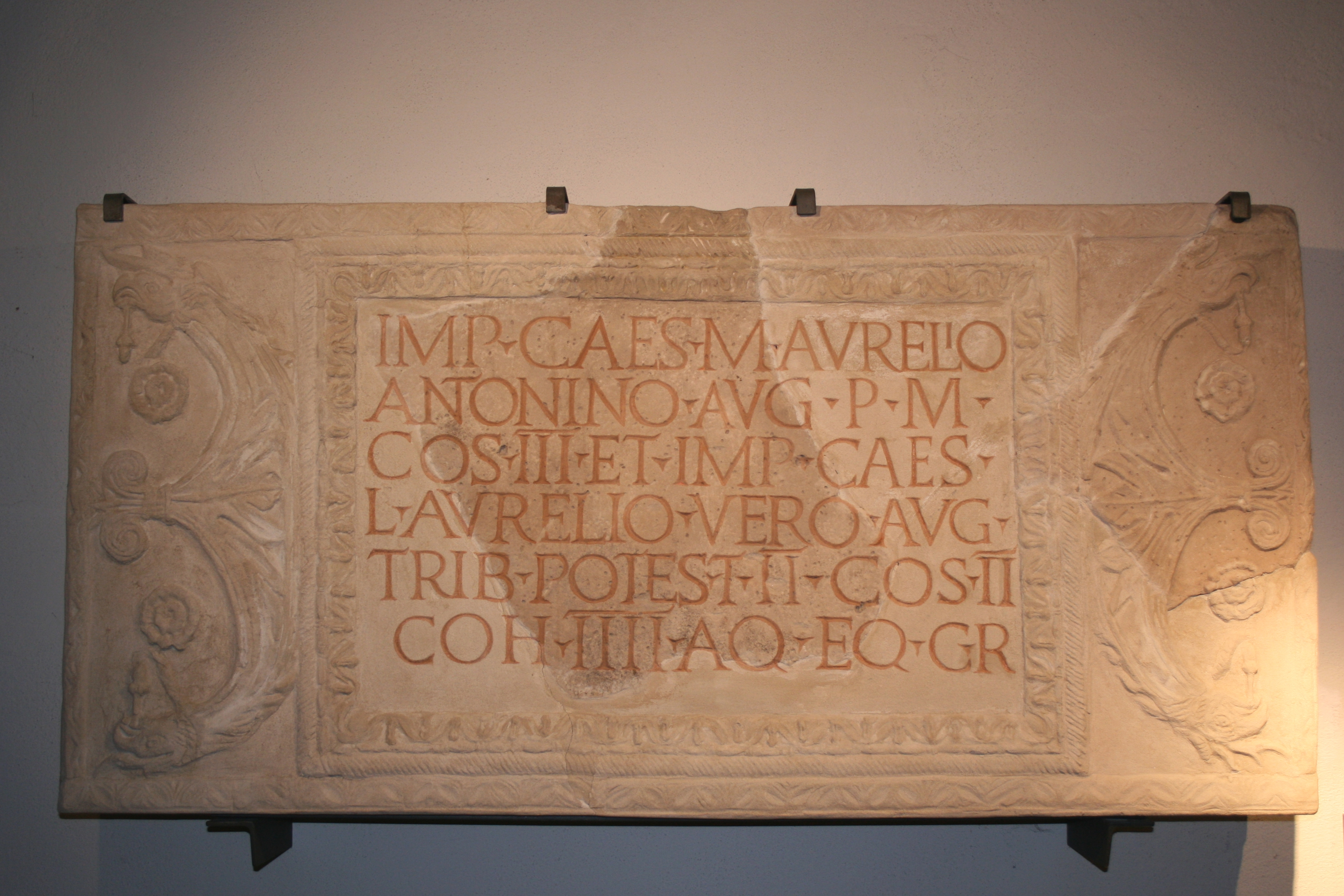
Bauinschrift aus der Querhalle der Principia des Kastells Obernburg, heute im Römermuseum Obernburg

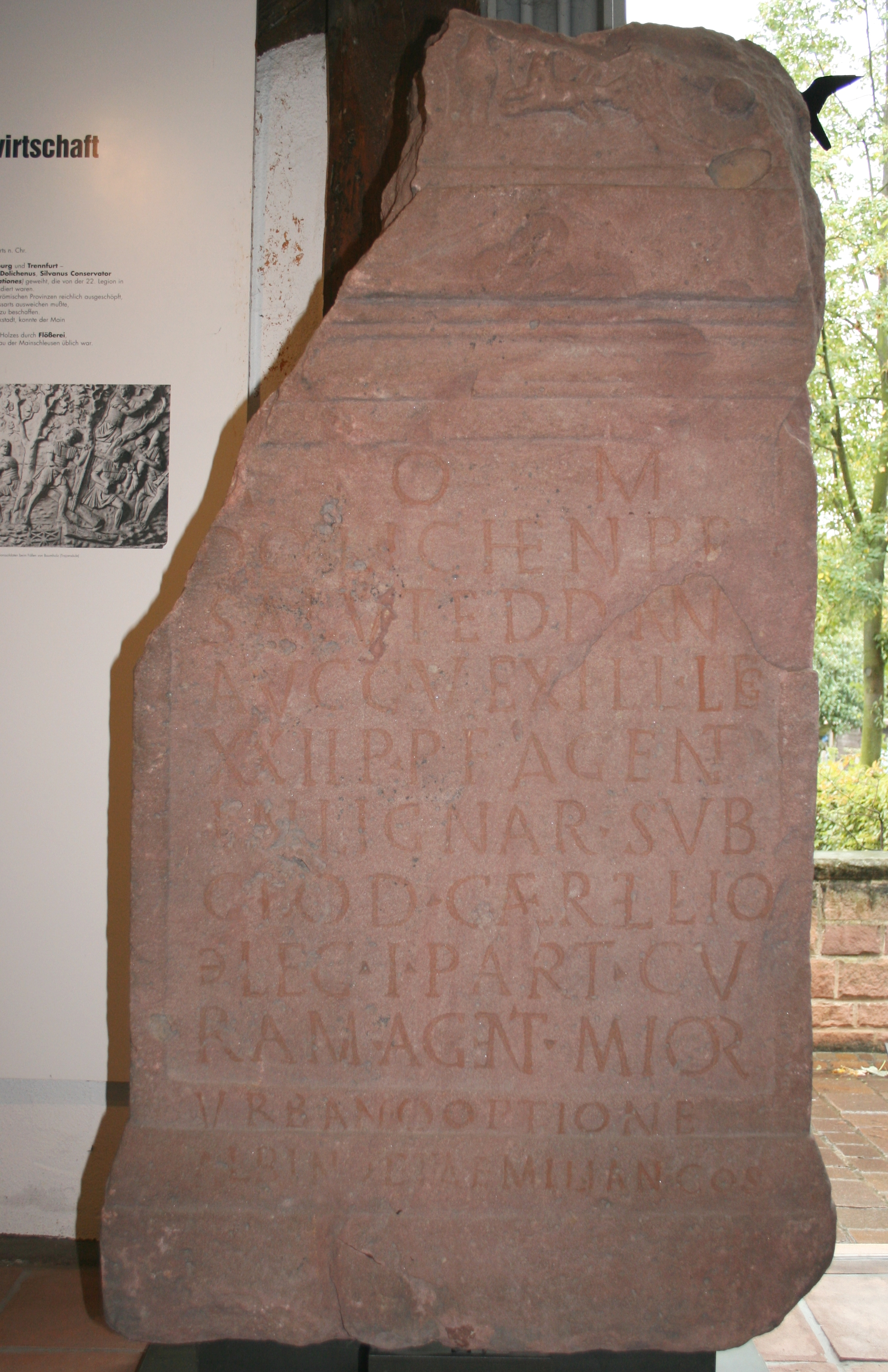
Inschrift, in der ein Holzfällertrupp der Legio XXII Primigenia erwähnt wird (Museum Obernburg)

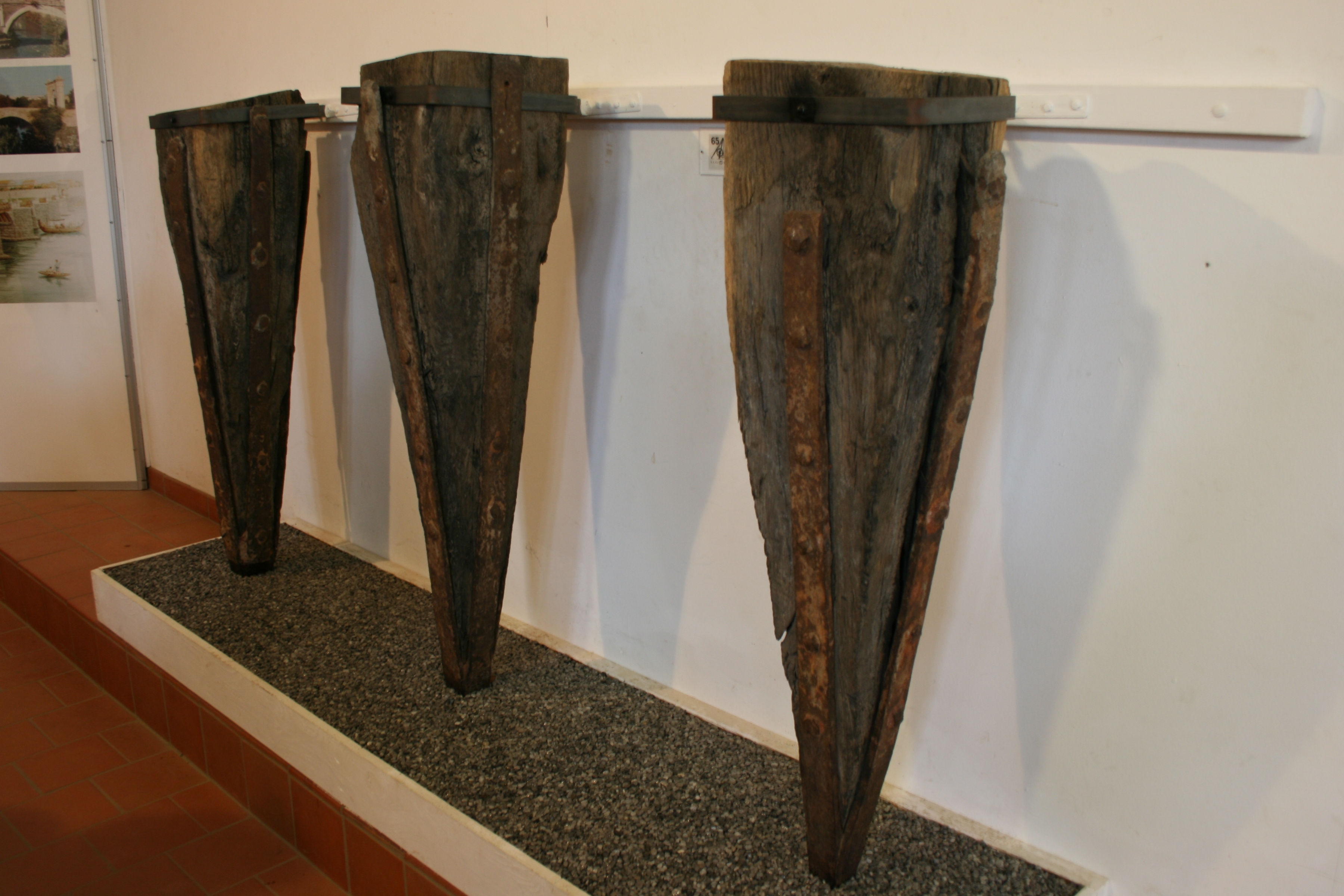
Pfahlschuhe der Mainbrücke in Großkrotzenburg (Saalburgmuseum)

Der Mainlimes, auch Nasser Limes genannt, wurde um 90 n. Chr. eingerichtet und bildete als Teil des Obergermanisch-Rätischen Limes die Grenze des römischen Reichs im Bereich zwischen den heutigen Ortschaften Großkrotzenburg und Bürgstadt. In diesem Abschnitt stößt der Limes an den Main (Moenus), der hier auf etwa 50 Kilometern Länge eine natürliche Grenze bildete.

## Entwicklung
Zur Sicherung des Flussufers genügten einzelstehende Wachttürme in Verbindung mit den Kastellen der hier liegenden Einheiten; eine durchgehende Sperre, bestehend aus Palisaden und Graben, hat es hier nie gegeben. Von den entlang des Mains vermuteten Wachttürmen konnte jedoch bisher nur einer südlich von Obernburg am Main sicher nachgewiesen werden. Am anderen Ufer des Mains lag der damals weitgehend unbesiedelte Spessart, der wie der südwestlich angrenzende Odenwald vor allem durch seinen Holzreichtum für die Römer wirtschaftlich interessant war. In Inschriften wird von Holzfällervexillationen der Legio XXII berichtet, die in Stockstadt, Obernburg und Trennfurt stationiert waren.
Bei der Mehrzahl der Kastelle setzte sich die Siedlungstätigkeit auch nach dem Limesfall fort, weshalb sie, wie in Obernburg, Niedernberg, Seligenstadt und Großkrotzenburg heute unter den mittelalterlichen Ortskernen liegen. In Großkrotzenburg, Hainstadt, Stockstadt und Obernburg wurden auch alamannische Funde gemacht.

## Verlauf
Nördlich des Mains verläuft der Limes zunächst durch die Sumpfgebiete der Schifflache und der Bulau, danach schließt sich der Wetterau-Limes an. Am Mainübergang bei Großkrotzenburg wurde eine römische Brücke durch Funde von Pfahlschuhen nachgewiesen. Im Süden erstreckte er sich in seiner Frühzeit bis Obernburg oder Wörth. Der genaue Ausgangspunkt des Odenwaldlimes (Obernburg oder Wörth) ist bis heute noch nicht eindeutig belegt. Mit der Aufgabe des Odenwaldlimes im 2. nachchristlichen Jahrhundert unter Antoninus Pius und der Vorverlegung auf die jüngere Limeslinie im Bauland wurde auch der Mainlimes verlängert, da noch die Kastelle in Trennfurt und Miltenberg hinzukamen (jüngerer Mainlimes).

## Kastelle
| Kastell                                                         | ORL | Ort                           | sichtbarer Zustand/Anmerkungen                                                                             |
| --------------------------------------------------------------- | --- | ----------------------------- | --- |
| (Kastell Hainstadt) (Lage: 50° 4′ 40″ N, 8° 56′ 54″ O)          | --  | Hainburg-Hainstadt            | moderne Überbauung, keine Spuren, nur kurz belegt                                                          |
| Kastell Großkrotzenburg (Lage: 50° 4′ 50″ N, 8° 58′ 49″ O)      | 23  | Großkrotzenburg               | mittelalterliche Überbauung, Mauerreste sichtbar, Straßenraster zeichnet sich im Ortsbild ab               |
| Kastell Seligenstadt (Lage: 50° 2′ 39″ N, 8° 58′ 33″ O)         | 32  | Seligenstadt                  | mittelalterliche Überbauung, keine Spuren                                                                  |
| Kastell Stockstadt (Lage: 49° 58′ 39″ N, 9° 4′ 3″ O)            | 33  | Stockstadt am Main            | moderne Überbauung, keine Spuren                                                                           |
| Kastell Niedernberg (Lage: 49° 54′ 51″ N, 9° 8′ 28″ O)          | 34  | Niedernberg                   | mittelalterliche Überbauung, keine Bebauungsspuren, Straßenraster zeichnet sich im Ortsbild ab             |
| Kastell Obernburg (Lage: 49° 50′ 28″ N, 9° 8′ 45″ O)            | 35  | Obernburg am Main             | mittelalterliche Überbauung, keine Bebauungsspuren, Straßenraster zeichnet sich im Ortsbild ab             |
| Kastell Wörth (Lage: 49° 48′ 5″ N, 9° 8′ 41″ O)                 | 36  | Wörth am Main                 | kaum sichtbare Bodenspuren                                                                                 |
| Kastell Trennfurt (Lage: 49° 46′ 40″ N, 9° 10′ 41″ O)           | 37  | Klingenberg am Main-Trennfurt | keine Bodenspuren mehr, Lage bekannt, nicht überbaut, römischer Votivstein im Turmbau der Kirche Trennfurt |
| Kastell Miltenberg-Altstadt (Lage: 49° 42′ 33″ N, 9° 13′ 48″ O) | 38  | Miltenberg                    | Lage teilweise markiert                                                                                    |
| Kastell Miltenberg-Ost (Lage: 49° 42′ 18″ N, 9° 15′ 41″ O)      | 38a | Miltenberg/Bürgstadt          | teilweise modern überbaut, keine Spuren                                                                    |

## Hinweis

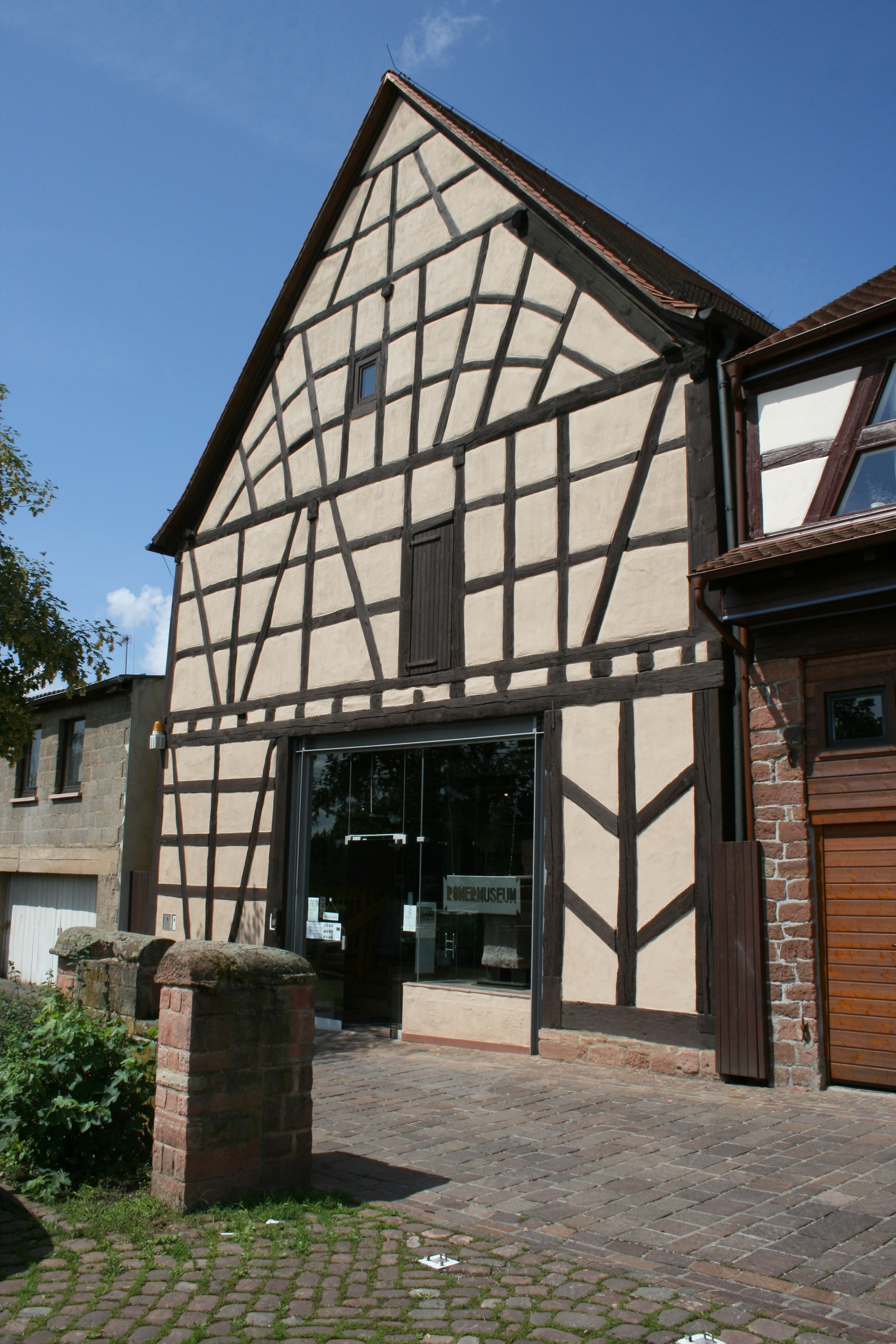
Römermuseum Obernburg

Da von seinen Befestigungsanlagen nur wenig erhalten geblieben ist, sind die römischen Hinterlassenschaften vor allem in den örtlichen Museen wie z. B. Römermuseum Obernburg, Museum der Stadt Miltenberg, Stiftsmuseum Aschaffenburg und Museum Großkrotzenburg, ausgestellt. Einige Kastellorte wie Obernburg und Stockstadt weisen einen reichen Bestand an Steindenkmälern auf.